# Cantó de L'Illa de Sòrga
El cantó de L'Illa de Sòrga és un cantó francès del departament de la Valclusa, situat al districte d'Avinyó. Té 9 municipis i el cap és L'Illa de Sòrga.

## Municipis
- Cabrieras d'Avinhon
- Castèunòu de Gadanha
- La Fònt de Vauclusa
- L'Illa de Sòrga
- Joncairetas
- Lanhas
- Sant Savornin d'Avinhon
- Saumana de Vauclusa
- Lo Tòr

| Data d'elecció                           | Identitat      | Partit           | Qualitat |
| ---------------------------------------- | -------------- | ---------------- | -------- |
| 1945-1998                                | Jean Garcin    | SFIO, després PS |          |
| 1998-                                    | Michel Fuillet | PS               |          |
| les dades anteriors no són pas conegudes |                |                  |          |
|                                          |                |                  |          |